# Teilchen im Kasten
Das Teilchen im Kasten ist ein Modell in der Quantenmechanik, bei dem sich ein freies Teilchen in einem Kastenpotential befindet. Es handelt sich um einen Spezialfall des Potentialtopfes, bei dem das Potential in einem bestimmten Bereich gleich null und außerhalb davon unendlich ist. Das Modellsystem macht die Quantisierung der Energie verständlich. Als eindimensionales Modell lässt es sich vergleichsweise einfach berechnen.

Das Potential, hier mit bezeichnet, ist außerhalb des Potentialkastens unendlich groß, im Inneren gleich null.

## Aufbau und Voraussetzungen
Das eindimensionale Modellsystem besteht aus einem freien Teilchen, beispielsweise einem Gasmolekül, das sich in dem potentialfreien Raum zwischen zwei unendlich großen Potentialen befindet. Die als „Wände“ bezeichneten Grenzen (eine bei {\displaystyle x=0} und eine bei {\displaystyle x=L}) sind orthogonal zur x-Achse und somit parallel zueinander. Dieses stark vereinfachende Modell eines Potentialtopfs bezeichnet man als Potentialkasten.
Innerhalb des Potentialkastens der Länge {\displaystyle L} wirken im Modell keine Kräfte auf das Teilchen (Gravitation und Elektromagnetische Felder werden nicht berücksichtigt). Da das Potential außerhalb des Kastens unendlich groß ist, kann das Teilchen den Kasten nicht verlassen. Daraus folgt, dass sich das Teilchen im Inneren des Kastens mit konstanter Geschwindigkeit {\displaystyle v} bewegt und an den Wänden ohne Energieverlust reflektiert wird. Betrachtet man {\displaystyle v} als vektorielle Größe, so gilt, dass der Betrag der Geschwindigkeit konstant bleibt.

## Zustandsfunktion und Antreffwahrscheinlichkeit

Im Potentialkasten können nur Wellen existieren, für die ein Vielfaches ihrer halben Wellenlänge ist.

Beschreibt man das Teilchen, wie in der Quantenphysik üblich, mit Hilfe einer einfachen Wellenfunktion, ergibt sich, dass im Inneren des Potentialkastens nur solche Energie-Eigenfunktionen zulässig sind, für die {\displaystyle L} ein ganzzahliges Vielfaches ihrer halben Wellenlänge ist.
Eine weitere quantenmechanische Besonderheit in dem Modell ist die Antreffwahrscheinlichkeit, also die Wahrscheinlichkeit, das Teilchen an einem bestimmten Ort anzutreffen. Die Wahrscheinlichkeit, das Teilchen irgendwo im Potentialkasten zu finden, beträgt {\displaystyle 1}, da es den Kasten nicht verlassen kann. Überall außerhalb des Kastens beträgt die Antreffwahrscheinlichkeit dementsprechend {\displaystyle 0}. Für einzelne Punkte innerhalb des Kastens ist die Antreffwahrscheinlichkeit verschieden und hängt von dem Zustand des Teilchens ab.
Eine andere Besonderheit der Quantenmechanik, der Tunneleffekt, tritt nicht bei dem hier beschriebenen Potential, sondern nur bei einem endlich hohen Potentialtopf auf.

## Energie
Weil für ein Teilchen innerhalb eines Potentialkastens nur bestimmte einzelne Eigenzustände  {\displaystyle n} zulässig sind, können sie auch nur bestimmte diskrete, von {\displaystyle n} abhängige Energiewerte haben. Dies gilt auch bei endlich hohen „Wänden“ und hat weitreichende Auswirkungen etwa auf das Verständnis des Aufbaus von Atomen. Mit den oben gemachten Annahmen lässt sich für die Energie eines Teilchens in Abhängigkeit von {\displaystyle n} folgende Gleichung herleiten:
{\displaystyle E_{n}={\frac {h^{2}}{8mL^{2}}}n^{2}\quad {\text{mit}}\quad n=1,2,3,\ldots }
Wird ein Teilchen angeregt, also etwa einem Atom durch Bestrahlung Energie zugeführt, wechselt es ohne „fließenden“ Übergang direkt auf ein höheres Energieniveau („Quantensprung“). Wechselt ein Teilchen auf ein niedrigeres Energieniveau, so gibt es die freiwerdende Energie ab, beispielsweise in Form eines Photons.
Aus der oben angeführten Gleichung lassen sich drei einfache Schlussfolgerungen ziehen, die das Teilchen im Potentialkasten qualitativ beschreiben:
1. Die Energie des Teilchens ist proportional dem Quadrat der Quantenzahl {\displaystyle n} ({\displaystyle E\sim n^{2}})
2. Je länger der Potentialkasten, desto kleiner ist die Energie des Teilchens ({\displaystyle E\sim L^{-2}})
3. Je länger der Potentialkasten, desto geringer ist die Differenz zwischen zwei Energieniveaus {\displaystyle E_{n}} und {\displaystyle E_{n+1}}.
4. Auch im niedrigst möglichen Zustand besitzt das Teilchen eine Energie {\displaystyle E_{1}>0}, die Nullpunktsenergie.

Diese Aussagen gelten sinngemäß auch für andere Potentialtöpfe.

## Halbklassische Lösung mittels de-Broglie-Wellen
Das Problem des Teilchens im Kasten ist so einfach, dass es auch ohne Schrödinger-Gleichung gelöst werden kann. Außerhalb des Kastens ist das Teilchen nie anzutreffen, weshalb die Amplitude der Wellenfunktion konstant Null ist:
{\displaystyle \psi (x<0)=0}
{\displaystyle \psi (x>L)=0}
Im Inneren des Kastens verhält es sich wie ein „freies“ Teilchen. Es besitzt dort also die de-Broglie-Wellenlänge
{\displaystyle \lambda ={\frac {h}{p}}}
Da das Teilchen an den Wänden reflektiert wird, muss es sich um stehende Wellen der Gestalt
{\displaystyle \psi (0\leq x\leq L)={\hat {\psi }}\cdot \sin(2\pi {\frac {x}{\lambda }})}
handeln. Stetigkeit in den Punkten {\displaystyle x=0} und {\displaystyle x=L} lässt sich nur erreichen, wenn dort der Sinus null wird, also
{\displaystyle 2L=n\cdot \lambda }.
Dies ist die übliche Resonanz-Bedingung für stehende Wellen zwischen zwei festen Enden. Nach der De-Broglieschen Gleichung ergibt sich für den Impuls des Teilchens 
{\displaystyle p={\frac {hn}{2L}}}
Daraus folgt für die kinetische Energie
{\displaystyle E_{\mathrm {kin} ,n}={\frac {p^{2}}{2m}}={\frac {h^{2}}{8mL^{2}}}n^{2}}

## Quantenmechanische Lösung mittels der Schrödingergleichung
Der Hamiltonoperator des eindimensionalen Problems lautet in Ortsdarstellung
{\displaystyle H=-{\frac {\hbar ^{2}}{2m}}{\frac {\mathrm {d} ^{2}}{\mathrm {d} x^{2}}}+V(x)\ ,\quad V(x)={\begin{cases}0&(0<x<L)\\\infty &(x\leq 0,\ L\leq x)\end{cases}}}
Die Schrödingergleichung
{\displaystyle \mathrm {i} \hbar {\frac {\partial }{\partial t}}\Psi (x,t)=H\Psi (x,t)}
geht mit dem Ansatz
{\displaystyle \Psi (x,t)=\psi (x)\,\exp \left(-\mathrm {i} {\frac {E}{\hbar }}t\right)}
in die zeitunabhängige (stationäre) Schrödingergleichung über.
{\displaystyle H\,\psi (x)=E\,\psi (x)}
Im Folgenden wird die zeitunabhängige Schrödingergleichung zu lösen sein (Eigenwertproblem des Hamiltonoperators)

### Innerhalb des Kastens
Die stationäre Schrödingergleichung entspricht innerhalb des Kastens der eines freien Teilchens (gewöhnliche Differentialgleichung 2. Ordnung)
{\displaystyle -{\frac {\hbar ^{2}}{2m}}{\frac {\mathrm {d} ^{2}}{\mathrm {d} x^{2}}}\psi (x)=E\psi (x)\ ,\quad (0\leq x\leq L)}
Für die Wellenfunktion {\displaystyle \psi (x)} innerhalb des Kastens wählt man folgenden Ansatz
{\displaystyle \,\psi (x)=A\sin(kx)+B\cos(kx)}
Äquivalent wäre der Ansatz mit komplexen Exponentialfunktionen {\displaystyle \psi (x)=A\exp(\mathrm {i} kx)+B\exp(-\mathrm {i} kx)}.
Diesen Ansatz setzt man in die Schrödingergleichung ein, wobei die zweite Ableitung nach dem Ort {\displaystyle {\tfrac {\mathrm {d} ^{2}}{\mathrm {d} x^{2}}}\psi (x)=-k^{2}\psi (x)} ist.
{\displaystyle -{\frac {\hbar ^{2}}{2m}}(-k^{2})\psi (x)=E\psi (x)}
Somit erhält man die Energie {\displaystyle E} in Abhängigkeit von der Wellenzahl {\displaystyle k}:
{\displaystyle E={\frac {\hbar ^{2}k^{2}}{2m}}}

### Außerhalb des Kastens, Stetigkeitsbedingung
Außerhalb des Kastens muss die Wellenfunktion aufgrund des unendlich hohen Potentials identisch null sein.
{\displaystyle \,\psi (x)=0\ ,\quad (x<0,\ x>L)}
Da die Wellenfunktion jedoch überall stetig sein muss, werden somit Randbedingungen an die Wellenfunktion im Kasten gestellt, nämlich dass die Wellenfunktion {\displaystyle \,\psi (x)} an den Wänden gleich 0 ist:
{\displaystyle \psi (x=0)=0\quad {\text{ und }}\quad \psi (x=L)=0}.

### Randbedingung 1
Aus der ersten Randbedingung folgt für die Wellenfunktion innerhalb des Kastens
{\displaystyle {\begin{matrix}\psi (x=0)&=&A\sin(k\cdot 0)+B\cos(k\cdot 0)\\&=&A\cdot 0+B\cdot 1\\&{\overset {!}{=}}&0\end{matrix}}}.
Damit diese Gleichung erfüllt wird, muss {\displaystyle B=0} sein. Damit vereinfacht sich die Wellenfunktion zu
{\displaystyle \,\psi (x)=A\sin(kx)}.

### Randbedingung 2
Mithilfe der zweiten Randbedingung folgt dann für die Wellenfunktion innerhalb des Kastens
{\displaystyle \,\psi (x=L)=A\sin(kL)\,{\overset {!}{=}}\,0}.
Damit diese Gleichung erfüllt wird, muss {\displaystyle kL} ein ganzes Vielfaches von {\displaystyle \pi } sein (die triviale Lösung {\displaystyle A=0} würde bedeuten, dass gar keine Welle existiert), also
{\displaystyle kL=n\pi \quad {\text{ wobei }}\quad n=1,2,3,\dots }
Somit darf die Wellenzahl {\displaystyle k} nur diskrete Werte annehmen
{\displaystyle k=k_{n}={\frac {\pi }{L}}n\ ,\quad n\in \mathbb {N} }
Eigentlich folgt aus der zweiten Randbedingung nur, dass {\displaystyle n\in \mathbb {Z} } eine ganze Zahl ist. Für {\displaystyle n=0} wäre allerdings die Wellenfunktion {\displaystyle \psi (x)=A\sin(0\cdot x)=0} überall null und somit die Normierungsbedingung nicht zu erfüllen, also ist {\displaystyle n=0} nicht erlaubt. Für negative {\displaystyle n^{\prime }=-n<0} ist die Wellenfunktion bis auf das Vorzeichen dieselbe wie für das positive {\displaystyle n}, nämlich {\displaystyle \psi (x)=A\sin(k_{n^{\prime }}x)=A\sin(-k_{n}x)=-A\sin(k_{n}x)}. Da Wellenfunktionen, die sich um einen Faktor unterscheiden, denselben Zustand beschreiben, bringen die negativen ganzen Zahlen keine neuen Zustände hervor. Deshalb beschränkt man sich auf {\displaystyle n\in \mathbb {N} }.
Wie oben berechnet, hängt die Energie {\displaystyle E} von der Wellenzahl {\displaystyle k} ab; Einsetzen liefert:
{\displaystyle E=E_{n}={\frac {\hbar ^{2}k_{n}^{2}}{2m}}={\frac {\hbar ^{2}\pi ^{2}}{2mL^{2}}}n^{2}={\frac {h^{2}}{8mL^{2}}}n^{2}\ ,\quad n\in \mathbb {N} }
Da {\displaystyle n} nur ganzzahlige Werte annehmen darf, kann die Energie ebenfalls nur bestimmte Werte annehmen. Die Energie des Teilchens ist somit gequantelt, die Energieniveaus sind „diskret“.

### Normierung
Die Amplitude {\displaystyle A} lässt sich noch über die Normierungsbedingung bestimmen:
{\displaystyle {\begin{aligned}1&{\overset {!}{=}}\int _{\mathbb {R} }\psi _{n}^{*}(x)\psi _{n}(x)\mathrm {d} x=|A|^{2}\int _{0}^{L}\sin ^{2}\left(n{\frac {\pi }{L}}x\right)\mathrm {d} x=|A|^{2}\left[{\frac {x}{2}}-{\frac {L}{4n\pi }}\sin \left(2n{\frac {\pi }{L}}x\right)\right]_{0}^{L}\\&=|A|^{2}\left({\frac {L}{2}}-{\frac {L}{4n\pi }}\underbrace {\sin \left(2n\pi \right)} _{=0}\right)=|A|^{2}{\frac {L}{2}}\end{aligned}}}
Da {\displaystyle A} eine komplexe Zahl ist, ist nur ihr Betrag festgelegt, die Phase {\displaystyle \phi \in \mathbb {R} } ist beliebig:
{\displaystyle A={\sqrt {\frac {2}{L}}}e^{i\phi }}
Wellenfunktionen, die sich nur um einen konstanten Phasenfaktor unterscheiden, beschreiben denselben Zustand. Deshalb kann man {\displaystyle \phi =0} setzen und somit {\displaystyle A={\sqrt {\tfrac {2}{L}}}} reell wählen.

### Zusammenfassung
Die Eigenwerte (= mögliche Energiewerte) und Eigenfunktionen (= Wellenfunktionen) des Hamiltonoperators für ein Teilchen im Kasten mit unendlich hohen Potentialwänden sind also:
{\displaystyle E_{n}={\frac {\hbar ^{2}\pi ^{2}}{2mL^{2}}}n^{2}\ ,\quad \psi _{n}(x)={\begin{cases}{\sqrt {\tfrac {2}{L}}}\sin(n{\frac {\pi }{L}}x)&,\ (0\leq x\leq L)\\0&,\ (x<0,\ x>L)\end{cases}}\ ,\quad n\in \mathbb {N} }

### Grundzustand
Die Grundzustandsenergie (niedrigste mögliche Energie) ist nicht null ({\displaystyle n=0} ist wegen der Heisenbergschen Unschärferelation nicht erlaubt), sondern
{\displaystyle E_{1}={\frac {\hbar ^{2}\pi ^{2}}{2mL^{2}}}}
Dies erhält man auch aus der Betrachtung der Heisenbergschen Unschärferelation {\displaystyle \Delta x\Delta p\geq h/2}: Das Teilchen ist auf den Raumbereich {\displaystyle x_{\text{max}}=L} eingeschränkt. Dann ergibt sich der minimale Impuls über {\displaystyle x_{\text{max}}p_{\text{min}}=h/2}. Innerhalb des Kastens ist das Potential gleich null, somit ist die Gesamtenergie gleich der kinetischen Energie {\displaystyle E=p^{2}/2m}.
{\displaystyle p_{\text{min}}={\frac {h}{2x_{\text{max}}}}={\frac {h}{2L}}\quad \Rightarrow \quad E_{\text{min}}={\frac {p_{\text{min}}^{2}}{2m}}={\frac {h^{2}}{8mL^{2}}}={\frac {\hbar ^{2}\pi ^{2}}{2mL^{2}}}}

## Zeitliche Entwicklung eines Wellenpakets im Kastenpotential
Die zeitliche Entwicklung der Wellenfunktion ist gegeben durch
{\displaystyle \Psi (x,t)=\sum _{n=1}^{\infty }a_{n}e^{-{\frac {\mathrm {i} }{\hbar }}E_{n}t}\psi _{n}(x)}
wobei die Koeffizienten {\displaystyle a_{n}} sich aus der Anfangsbedingung ergeben:
{\displaystyle a_{n}=\int _{-\infty }^{\infty }\psi _{n}^{\dagger }(x)\Psi (x,0)\mathrm {d} x=\int _{0}^{L}\psi _{n}^{\dagger }(x)\Psi (x,0)\mathrm {d} x}
Durch eine Variablentransformation {\displaystyle x\to y=x-{\bar {x}}} kann das Problem so gestellt werden, dass es symmetrisch um Null herum ist. Es ist dann
{\displaystyle \psi (y)={\sqrt {\frac {2}{L}}}{\begin{cases}\sin(n\pi y/L)&n{\text{ ungerade}}\\\cos(n\pi y/L)&n{\text{ gerade}}\end{cases}}}
Das führt zur Gesamtwellenfunktion
{\displaystyle \Psi (y,t)={\frac {2}{L}}\sum _{n\ {\text{gerade}}}^{\infty }\left[\int _{-L/2}^{L/2}\mathrm {d} y'\Psi (y',0)\cos({\tfrac {n\pi y'}{L}})\right]e^{-{\frac {\mathrm {i} \hbar \pi ^{2}n^{2}t}{2mL^{2}}}}\cos({\tfrac {n\pi y}{L}})+{\frac {2}{L}}\sum _{n\ {\text{ungerade}}}^{\infty }\left[\int _{-L/2}^{L/2}\mathrm {d} y'\Psi (y',0)\sin({\tfrac {n\pi y'}{L}})\right]e^{-{\frac {\mathrm {i} \hbar \pi ^{2}n^{2}t}{2mL^{2}}}}\sin({\tfrac {n\pi y}{L}})}.
Die Gesamtwellenfunktion ist zeitlich periodisch mit Periodendauer
{\displaystyle T_{R}={\frac {4mL^{2}}{\pi \hbar }}},
die revival time genannt wird. Das heißt, es gilt {\displaystyle \Psi (y,t+T_{R})=\Psi (y,t)}. Dies ist eine charakteristische Eigenschaft des Kastenpotentials, da hier alle Energieeigenwerte ganzzahlige Vielfache der Grundzustandsenergie {\displaystyle E_{1}} sind.
Auch für rationale Vielfache von {\displaystyle T_{R}} können sich interessante Strukturen herausbilden. Seien {\displaystyle k,l} natürliche Zahlen mit {\displaystyle k<l}, dann gilt
{\displaystyle e^{-{\frac {\mathrm {i} }{\hbar }}E_{n}\left(t+{\frac {k}{l}}T_{R}\right)}=e^{-{\frac {\mathrm {i} }{\hbar }}E_{n}t}e^{-2\pi \mathrm {i} n^{2}{\frac {k}{l}}}}
Für {\displaystyle l=2} und gerades {\displaystyle n} ergibt der Phasenfaktor den Wert {\displaystyle +1}, für ungerades {\displaystyle n} den Wert {\displaystyle -1}. Es ist also
{\displaystyle \Psi (y,t+T_{R}/2)=\Psi ^{\text{gerade}}(y,t)-\Psi ^{\text{ungerade}}(y,t)=\Psi (-y,t)}
und die Wellenfunktion wird um die Mitte des Kastens herum gespiegelt. Das heißt, ein Wellenpaket, das anfangs in der linken Kastenhälfte lokalisiert war, erscheint nach der halben Revival-Zeit auf der rechten Seite. Man nennt dies ein mirror revival. Für die Wahrscheinlichkeitsdichte gilt trivialerweise:
{\displaystyle \rho (y,t+T_{R}/2)=\rho (-y,t)}
Für {\displaystyle l=4} und gerades {\displaystyle n} ergibt der Phasenfaktor den Wert {\displaystyle +1} und für ungerades {\displaystyle n} den Wert {\displaystyle -\mathrm {i} }. Ist {\displaystyle \Psi (x,t)} reell, dann gilt:
{\displaystyle \rho (y,t+T_{R}/4)=\rho ^{\text{gerade}}(y,t)+\rho ^{\text{ungerade}}(y,t)={\frac {1}{2}}\rho (y,t)+{\frac {1}{2}}\rho (-y,t)}
In diesem Fall wird das Wellenpaket quasi in zwei Teile mit jeweils halber Wahrscheinlichkeitsdichte auf beiden Seiten aufgetrennt. Dieser Fall heißt fractional revival.
Auch für die andere Zeiten {\displaystyle \textstyle {\frac {k}{l}}T_{R}} mit (kleinen) ganzen Zahlen {\displaystyle k} und {\displaystyle l} entstehen typischerweise mehrere approximative Reproduktionen des Wellenpaketes. Trägt man nun die zeitliche Entwicklung (Ordinate) gegen die räumliche Verteilung des Wellenpakets in einen Diagramm auf, ist eine starke Strukturierung in Ort und Zeit als ausgeprägte Gräben zu erkennen, in denen die Aufenthaltswahrscheinlichkeitsdichte sehr klein ist. Die Form des Diagramms erinnert an die Form eines orientalischen Teppichs. Man spricht daher auch vom Quantenteppich.

## Dreidimensionaler Fall (Quader)
Im dreidimensionalen Kasten (Quader) sieht der Hamiltonoperator wie folgt aus:
{\displaystyle H=-{\frac {\hbar ^{2}}{2m}}\left({\frac {\partial ^{2}}{\partial x_{1}^{2}}}+{\frac {\partial ^{2}}{\partial x_{2}^{2}}}+{\frac {\partial ^{2}}{\partial x_{3}^{2}}}\right)+V_{1}(x_{1})+V_{2}(x_{2})+V_{3}(x_{3})}
Dabei ist das Potential
{\displaystyle V_{i}(x_{i})={\begin{cases}0&(0\leq x_{i}\leq L_{i})\\\infty &(x_{i}<0,\ x_{i}>L_{i})\end{cases}}}
Den vollständigen Hamiltonoperator kann man mittels
{\displaystyle H_{i}=-{\frac {\hbar ^{2}}{2m}}{\frac {\partial ^{2}}{\partial x_{i}^{2}}}+V_{i}(x_{i})}
als Summe dreier eindimensionaler Hamiltonoperatoren schreiben:
{\displaystyle H=H_{1}+H_{2}+H_{3}\,}

### Separationsansatz
Die stationäre Schrödingergleichung (dreidimensional)
{\displaystyle H\,\psi ({\vec {r}}\,)=E\,\psi ({\vec {r}}\,)}
lässt sich mit folgendem Produktansatz
{\displaystyle \psi ({\vec {r}}\,)=\psi _{1}(x_{1})\psi _{2}(x_{2})\psi _{3}(x_{3})}
in drei eindimensionale Probleme separieren.
Setze dazu den Produktansatz in die stationäre Schrödingergleichung ein und nutze aus, dass {\displaystyle H_{i}} nur auf {\displaystyle \psi _{i}} wirkt, d. h. die anderen {\displaystyle \psi _{j}} kann man am Hamiltonoperator vorbeiziehen.
{\displaystyle {\psi _{2}(x_{2})\psi _{3}(x_{3})\,H_{1}\psi _{1}(x_{1})+\psi _{1}(x_{1})\psi _{3}(x_{3})\,H_{2}\psi _{2}(x_{2})+\psi _{1}(x_{1})\psi _{2}(x_{2})\,H_{3}\psi _{3}(x_{3})=E\psi _{1}(x_{1})\psi _{2}(x_{2})\psi _{3}(x_{3})}}
Teilen durch {\displaystyle \psi _{1}(x_{1})\psi _{2}(x_{2})\psi _{3}(x_{3})} liefert:
{\displaystyle \underbrace {\frac {H_{1}\psi _{1}(x_{1})}{\psi _{1}(x_{1})}} _{E_{1}}+\underbrace {\frac {H_{2}\psi _{2}(x_{2})}{\psi _{2}(x_{2})}} _{E_{2}}+\underbrace {\frac {H_{3}\psi _{3}(x_{3})}{\psi _{3}(x_{3})}} _{E_{3}}=E}
Dabei wurden die drei Separationskonstanten {\displaystyle E_{1}}, {\displaystyle E_{2}}, {\displaystyle E_{3}} definiert, deren Summe die Gesamtenergie {\displaystyle E} ergibt:
{\displaystyle E=E_{1}+E_{2}+E_{3}\,}

### Eindimensionale Probleme
Nun muss für jede Raumrichtung separat das eindimensionale Problem, wie oben bereits geschehen, gelöst werden:
{\displaystyle H_{i}\,\psi _{i}(x_{i})=E_{i}\,\psi _{i}(x_{i})}
Deren Lösung ist:
{\displaystyle E_{i}={\frac {\hbar ^{2}\pi ^{2}}{2mL_{i}^{2}}}n_{i}^{2}\ ,\quad \psi _{i}(x_{i})={\begin{cases}{\sqrt {\tfrac {2}{L_{i}}}}\sin(n_{i}{\frac {\pi }{L_{i}}}x_{i})&,\ (0\leq x_{i}\leq L_{i})\\0&,\ (x_{i}<0,\ x_{i}>L_{i})\end{cases}}\ ,\quad n_{i}\in \mathbb {N} }

### Stationäre Gesamtlösung
Die Lösung des dreidimensionalen Kastens ist für die Gesamtwellenfunktion das Produkt der eindimensionalen Wellenfunktionen
{\displaystyle {\begin{aligned}\psi ({\vec {r}}\,)&=\psi _{1}(x_{1})\psi _{2}(x_{2})\psi _{3}(x_{3})\\&={\begin{cases}{\sqrt {\frac {8}{L_{1}L_{2}L_{3}}}}\sin(n_{1}{\frac {\pi }{L_{1}}}x_{1})\sin(n_{2}{\frac {\pi }{L_{2}}}x_{2})\sin(n_{3}{\frac {\pi }{L_{3}}}x_{3})&,\quad 0\leq x_{1}\leq L_{1},\ 0\leq x_{2}\leq L_{2},\ 0\leq x_{3}\leq L_{3}\\0&,\quad {\text{sonst}}\end{cases}}\end{aligned}}}
und für die Gesamtenergie die Summe der eindimensionalen Energieeigenwerte:
{\displaystyle E=E_{1}+E_{2}+E_{3}={\frac {\hbar ^{2}\pi ^{2}}{2m}}\left({\frac {n_{1}^{2}}{L_{1}^{2}}}+{\frac {n_{2}^{2}}{L_{2}^{2}}}+{\frac {n_{3}^{2}}{L_{3}^{2}}}\right)\ ,\quad n_{1},n_{2},n_{3}\in \mathbb {N} }

### Entartung
Die Energieeigenwerte können entartet sein, d. h. unterschiedliche Wellenfunktionen besitzen dieselbe Energie. Das bedeutet für den dreidimensionalen Kasten, dass unterschiedliche Quantenzahlen {\displaystyle n_{1},n_{2},n_{3}} zu derselben Summe {\displaystyle {\tfrac {n_{1}^{2}}{L_{1}^{2}}}+{\tfrac {n_{2}^{2}}{L_{2}^{2}}}+{\tfrac {n_{3}^{2}}{L_{3}^{2}}}} führen.
Zum Beispiel treten für den Spezialfall des Würfels, also {\displaystyle L_{1}=L_{2}=L_{3}\equiv L}, Entartungen auf. Die Energie ist gegeben durch:
{\displaystyle E={\frac {\hbar ^{2}\pi ^{2}}{2mL^{2}}}\left(n_{1}^{2}+n_{2}^{2}+n_{3}^{2}\right)\ ,\quad n_{1},n_{2},n_{3}\in \mathbb {N} }
Für Entartung müssen unterschiedliche Quantenzahlen {\displaystyle n_{1},n_{2},n_{3}} zu derselben Summe {\displaystyle n_{1}^{2}+n_{2}^{2}+n_{3}^{2}} führen.
Der niedrigste Energiewert ist nicht entartet (= einfach entartet) {\displaystyle n_{1}=n_{2}=n_{3}=1} somit {\displaystyle n_{1}^{2}+n_{2}^{2}+n_{3}^{2}=3} und {\displaystyle E=3{\tfrac {\hbar ^{2}\pi ^{2}}{2mL^{2}}}}.
Der nächsthöhere Energiewert ist bereits dreifach entartet: {\displaystyle (n_{1},n_{2},n_{3})=(2,1,1),\,(1,2,1),\,(1,1,2)} somit {\displaystyle n_{1}^{2}+n_{2}^{2}+n_{3}^{2}=6} und {\displaystyle E=6{\tfrac {\hbar ^{2}\pi ^{2}}{2mL^{2}}}}.
Es können auch höhere Entartungen als dreifach auftreten, z. B. 4-fach {\displaystyle (n_{1},n_{2},n_{3})=(3,3,3),\,(5,1,1),\,(1,5,1),\,(1,1,5)} somit {\displaystyle n_{1}^{2}+n_{2}^{2}+n_{3}^{2}=27} und {\displaystyle E=27{\tfrac {\hbar ^{2}\pi ^{2}}{2mL^{2}}}}.

## Dreidimensionaler Fall (Kugel)
Für den dreidimensionalen kugelförmigen Kasten mit Radius {\displaystyle L} ist es sinnvoll, den Hamiltonoperator in Kugelkoordinaten darzustellen:
{\displaystyle H=-{\frac {\hbar ^{2}}{2m}}\left({\frac {1}{r^{2}}}{\frac {\partial }{\partial r}}\left(r^{2}{\frac {\partial }{\partial r}}\right)+{\frac {1}{r^{2}\sin \vartheta }}{\frac {\partial }{\partial \vartheta }}\left(\sin \vartheta {\frac {\partial }{\partial \vartheta }}\right)+{\frac {1}{r^{2}\sin ^{2}\vartheta }}{\frac {\partial ^{2}}{\partial \varphi ^{2}}}\right)+V}
Dabei ist das Potential
{\displaystyle V(r)={\begin{cases}0&(0\leq r\leq L)\\\infty &(r>L)\end{cases}}}

### Separationsansatz
Ebenso wie beim Wasserstoffatom kann man die Schrödinger-Gleichung in zwei unabhängige Gleichungen separieren, wobei die Wellenfunktion sich aus Produkt einer radiusabhängigen Funktion {\displaystyle R_{nl}(r)} und den Kugelflächenfunktionen {\displaystyle Y_{lm}(\vartheta ,\varphi )}
ergibt:
{\displaystyle \Psi _{nlm}(r,\vartheta ,\varphi )=R_{nl}(r)Y_{lm}(\vartheta ,\varphi )}
Dabei ist auch hier {\displaystyle \,n} die Haupt- oder Energiequantenzahl, {\displaystyle \,l} die Drehimpulsquantenzahl und  {\displaystyle \,m} die magnetische Quantenzahl.
Für die radiusabhängige Funktion bleibt noch folgende radiale Schrödingergleichung (wobei V = 0 innerhalb des Kastens berücksichtigt wurde):
{\displaystyle -{\frac {\hbar ^{2}}{2m}}\left({\frac {1}{r^{2}}}{\frac {\partial }{\partial r}}\left(r^{2}{\frac {\partial }{\partial r}}\right)\right)R(r)-AR(r)=ER(r)}
A ergibt sich durch Lösung der winkelabhängigen Schrödingergleichung zu:
{\displaystyle A=-{\frac {\hbar ^{2}}{2m}}{\frac {l(l+1)}{r^{2}}}}

### Kugelsymmetrische Lösungen
Zunächst sei nur der einfache Fall {\displaystyle l=0} betrachtet (s-artige Wellenfunktionen). Damit verschwindet der Term {\displaystyle AR(r)} aus der radialen Schrödingergleichung.
Zusätzlich sei {\displaystyle u(r)=rR(r)} gesetzt. Es folgt:
{\displaystyle R(r)={\frac {u(r)}{r}};\;{\frac {\partial }{\partial r}}R(r)={\frac {1}{r}}{\frac {\partial }{\partial r}}u(r)-{\frac {u(r)}{r^{2}}};\;}
{\displaystyle r^{2}{\frac {\partial }{\partial r}}R(r)=r{\frac {\partial }{\partial r}}u(r)-u(r);\;}
{\displaystyle {{\frac {\partial }{\partial r}}\left(r^{2}{\frac {\partial }{\partial r}}\right)R(r)={\frac {\partial }{\partial r}}\left(r{\frac {\partial }{\partial r}}u(r)-u(r)\right)={\frac {\partial }{\partial r}}u(r)+r{\frac {\partial ^{2}}{\partial r^{2}}}u(r)-{\frac {\partial }{\partial r}}u(r)=r{\frac {\partial ^{2}}{\partial r^{2}}}u(r);}}
{\displaystyle {\frac {1}{r^{2}}}{\frac {\partial }{\partial r}}\left(r^{2}{\frac {\partial }{\partial r}}\right)R(r)={\frac {1}{r}}{\frac {\partial ^{2}u(r)}{\partial r^{2}}}.}
Damit vereinfacht sich die radiale Schrödingergleichung zu:
{\displaystyle -{\frac {\hbar ^{2}}{2m}}{\frac {\partial ^{2}}{\partial r^{2}}}u(r)=Eu(r)}
Wie direkt ersichtlich ist, ist der Lösungsansatz für {\displaystyle u(r)} der Gleiche wie beim Teilchen im linearen Kasten: {\displaystyle u(r)=a\sin(kr)+b\cos(kr)} bzw.
{\displaystyle R(r)={\frac {a\sin(kr)+b\cos(kr)}{r}}}
Da das Potential im Ursprung stetig ist, darf die Wellenfunktion dort nicht singulär werden, sodass der {\displaystyle \cos }-Term wegfällt. Außerdem gilt die Randbedingung {\displaystyle R(L)=0} wegen der Stetigkeit der Wellenfunktion. Daraus folgt für {\displaystyle k}:
{\displaystyle k={\frac {n\pi }{L}}}
Einsetzen von {\displaystyle u(r)} in die radiale Schrödingergleichung liefert:
{\displaystyle -{\frac {\hbar ^{2}}{2m}}{\frac {\partial ^{2}}{\partial r^{2}}}\left(a\cdot \sin \left({\frac {n\pi }{L}}r\right)\right)=E_{n0}u(r)},
woraus sich die Energieeigenwerte {\displaystyle E_{nl}} mit {\displaystyle l=0} bestimmen lassen.
Zusammengefasst: Für {\displaystyle l=0} (kugelsymmetrische Lösungen) ergeben sich die Wellenfunktionen {\displaystyle R_{n0}} mit der Normierungskonstante {\displaystyle a} und den Energieeigenwerten {\displaystyle E_{n0}} zu:
{\displaystyle R_{n0}(r)=a\cdot {\frac {\sin({\frac {n\pi }{L}}r)}{r}}}
{\displaystyle E_{n0}={\frac {n^{2}h^{2}}{8mL^{2}}}}

### Nicht-kugelsymmetrische Lösung
Für {\displaystyle l>0} ist die Lösung der Schrödingergleichung erheblich komplizierter. Für {\displaystyle R_{nl}(r)} ergeben sich sphärische Bessel-Funktionen {\displaystyle j_{l}}, die mit den normalen Bessel-Funktionen {\displaystyle J_{l}} folgendermaßen zusammenhängen:
{\displaystyle j_{l}(r)={\sqrt {\frac {\pi }{2r}}}J_{l+1/2}(r).}
{\displaystyle E_{nl}} hängt wegen der Randbedingung {\displaystyle R_{nl}(L)=0} quadratisch von der jeweils {\displaystyle n}-ten Nullstelle {\displaystyle x_{nl}} dieser Funktionen ab:
{\displaystyle E_{nl}={\frac {x_{nl}^{2}\hbar ^{2}}{2mL^{2}}},}
wobei die {\displaystyle x_{nl}} nicht analytisch zu bestimmen sind.

## Modell für konjugierte Systeme
Das Teilchen im Kasten kann als einfaches Modell für ein konjugiertes Molekül, z. B. Hexatrien, verwendet werden, um dessen Energie abzuschätzen. Man nimmt an, dass sich die Elektronen in einem konjugierten Molekül in diesem frei bewegen können, aber es nicht verlassen können. Man addiert formal ein halbes Atom an jedem Ende des Moleküls. Die Länge dieses Teilchens entspricht dann dem Kasten, in dem sich das Elektron befindet.

## Beispiele
Ein Beispiel aus der Kristallographie ist das Farbzentrum, bei denen ein Elektron in einer Anionen-Leerstelle eingesperrt ist und das sich in guter Näherung als ein Teilchen im Kasten beschreiben lässt.
Auch die Farbigkeit von Farbstoffen mit linearen konjugierten Pi-Systemen lässt sich erfassen, indem man das Pi-System als eindimensionales Teilchen im Kastenproblem betrachtet.